# Belén de Andaquies
Belén de Andaquies – miasto w Kolumbii, w departamencie Caquetá.